# Ribeira da Cruz (Caveira)
A Ribeira da Cruz é um curso de água que se localiza na freguesia da Caveira, concelho de Santa Cruz das Flores, na costa este da ilha das Flores, nos Açores.
Tem origem a uma cota de cerca de 500 metros de altitude, nas imediações do Morro dos Frades e da Lomba da Vaca.
A sua bacia hidrográfica bastante extensa procede à drenagem de uma área apreciável que abrange parte do Morro dos Frades, da Lomba da Vaca da Tapada do Soares e do Pico da Casinha.
O seu curso de água recebe as águas da Ribeira do Cabo, da Ribeira do Meio, seguindo para o Oceano Atlântico, depois de passar próximo do Miradouro da Montosa. A foz da Ribeira da Cruz localiza-se entre a Fajã do Conde e Ponta de Fernando Jorge.
É de salientar que foi nas proximidades desta ribeira que o povoador Willem van der Hagen tentou fixar residência quando da sua estadia na ilha das Flores.